# Бабаєвський район
Бабаєвський муніципальний район — муніципальне утворення у складі Вологодської області Російської Федерації. Адміністративний центр — місто Бабаєво, розташоване за 292 км від Вологди.

## Населення
| Рік  | Всього    | Міське    | Сільське  | Джерело                        |
| ---- | --------- | --------- | --------- | ------------------------------ |
| 2002 | 24930     | 12604     | 12326     | Перепис населення              |
| 2004 | 24,6 тис. | 12,5 тис. | 12,1 тис. |                                |
| 2006 | 23,9 тис. | 12,3 тис. | 11,6 тис. | дані Вологдастату              |
| 2008 | 23,2 тис. | 12,2 тис. | 11,0 тис. | дані Вологдастату              |
| 2009 | 23,1 тис. | 12,2 тис. | 10,9 тис. | на 1.01.2009 дані Вологдастату |

## Адміністративний поділ
Межі Бабаєвського району визначаються законом Вологодської області від 6 грудня 2004 року № 1105-ОЗ з наступними змінами: 2 лютого 2005 року, 2 липня 2008, 13 квітня 2009 року.
Спочатку до складу району входило 1 міське і 18 сільських поселень. 13 квітня 2009 деякі сільські поселення були об'єднані. На 21 листопада 2009 року до складу району входять: 1 міське поселення та 10 сільських поселень:
- Бабаєвське міське поселення
- Борисовське (Борисово-Судське)
- Вепське національне (Тімошино)
- Володинське
- Дубровське
- Пожарське (Пожара)
- Пяжозерське
- Санінське
- Сіучське
- Тороповське
- Центральне